# Marketing orienté client
Le marketing orienté client  est un type de marketing qui se déroule dans les magasins mêmes : il vise à provoquer une décision d’achat immédiate, lorsque le client arrive à proximité du produit concerné. Le consommateur du produit et l’acheteur peuvent être des personnes différentes. Exemple : la mère de famille peut à elle seule acheter 90 % des articles quotidiens pour la famille tandis que la consommation va se répartir entre quatre membres différents de la famille.
Le marketing orienté client implique que les fournisseurs de marchandises concentrent les investissements marketing sur le magasin au lieu d’investir dans les médias traditionnels. L’autre critère important pour sa mise en place est une compréhension plus précise des clients et des comportements d’achat, rendue possible par les systèmes d’information les plus développés du magasin (ex : données sur les achats basées sur la carte clients).
Les investissements des fournisseurs de marchandises dans le marketing orienté client augmentent de 21 % l’an et Procter & Gamble, par exemple, y a investi (d’après ses informations comptables) au moins 500 millions par an.
Les résultats des recherches suivantes ont dirigé les investissements des marchés des consommateurs vers le marketing orienté client :
- 70 % du choix des marques se fait dans le magasin[1]
- 68 % des décisions d’achat ne sont pas planifiées[3]
- 5 % des clients restent fidèles à une seule marque dans un groupe de produits donné[4]

## Catégories
Le point de départ du marketing orienté client est toujours l’acheteur, à savoir l’individu qui fait des achats. C’est pourquoi sa mesure correspond à un stimulus de type marketing pouvant toucher l’acheteur dans le magasin, qui soit basé sur la compréhension de son comportement d’achat.
Le marketing orienté client peut être divisé en quatre marketing mixtes traditionnels, le produit (product), le prix (price), l’accessibilité (place) et la communication marketing (promotion).
- Le produit (product) : la taille, la forme, la couleur, la matière, l’emballage, les messages sur l’emballage et l’identification visuelle.
- Le prix (price) : remises de prix, offres par lots, communication de prix et coupons
- Accessibilité (place) : concept du magasin, éclairage, gondoles, place sur étagères et emplacements spécifiques
- Communication marketing (promotion): emballages promotionnels, promotions magasins, communication promotionnelle, présentations spécifiques, tv-magasins, affiches au sol et publicité sur chariots et paniers

## Informations concernant le comportement d’achat
On obtient des informations sur le comportement des acheteurs à partir de trois méthodes de collecte d’informations différentes : les observations, les entretiens et le système de caisse.
Les observations faites dans les magasins renseignent sur le comportement des acheteurs lorsqu’ils achètent un produit. Par exemple, la durée du processus d’achat, ce que le client a remarqué, ce qu’il a touché, ce qu’il a étudié, ce qu’il a déjà acheté ainsi que les habitudes d’achat influant sur le processus.
Les entretiens permettent de déterminer les motifs des comportements d’achats. Les questions les plus souvent clarifiées sont : remplacement du produit, reconnaissance des substituts, valeurs et comportements, états d’esprit et facteurs de motivation ainsi que le style de vie et le niveau social.
Le système de caisse donne des informations sur la date, l’heure et les produits vendus. De plus, à l’aide des cartes clients et des bases de données, on est en mesure d’affecter les relevés d’achat à certains acheteurs.
On obtient ainsi des informations absolues sur ce que chaque acheteur a acheté et où. On peut aboutir à une description plus fine du comportement d’achat de l’acheteur en recoupant les informations fournies par les méthodes de collecte mentionnées précédemment, de manière à avoir une vision globale de l’acheteur (comment, pourquoi, quoi et quand).

## Segmentation des acheteurs
En réalisant la segmentation des acheteurs, on partage le marché entre les groupes les plus essentiels et les plus  mesurables, c’est-à-dire des segments sur la base des informations relatives au comportement d’achat. Grâce à la segmentation des acheteurs, il est plus facile de répondre aux besoins de chaque segment. Par exemple, les acheteurs sensibles au prix et les acheteurs traditionnels se différencient nettement dans leur comportement d’achat. Grâce à la segmentation, on peut cibler les mesures de marketing sur les acheteurs les plus rentables.

## Exemples de segmentations des acheteurs dans différents groupes
- Tesco[5]

Finer Foods

Healthy

Convenience

Price Sensitive

Mainstream 

Traditional

Social Shoppers

- Wal-Mart[6]

Brand Aspirationals

Price Value Shoppers

Trendy Quality Seekers

Price Sensitive Affluents

One Stop Shoppers

Conscientious Objectors

- Safeway[6]

Value-Seeking

Variety-Seeking

Brand-Seeking

Simplicity-Seeking

Discovery-Seeking

Quality-Seeking